# Будівельне машинобудування
Будівельне машинобудування — галузь важкого машинобудування, що спеціалізується на виробництві техніки для потреб промислового та житлового будівництва, будівництва шляхів, а також для добування і виготовлення будівельних матеріалів і виробів з них.
Основною продукцією слугують: екскаватори, бульдозери, канавокопачі, грейдери, скрепери, будівельні крани, трубоукладачі, комплекти устаткування для швидкісного будівництва автомобільних шляхів, механізації процесів виробництва будівельних матеріалів тощо.

## Історія
Будівельне і шляхобудівне машинобудування виникло в 1-й половині XIX ст., набуло розвитку у 2-й половині XIX та на початку XX століття. Зокрема у 80-х рр. 19 століття виготовлено перші залізничний та кабельний крани, ланцюговий елеватор, сконструйовано паровий молот та молот з напівавтоматичним паророзподільником. Кінні металеві котки з баластними ящиками застосовували для ущільнення ґрунтів ще в 1-й пол. 19 століття, а на початку 20 століття уже випускали з паровими двигунами. У цей період в Україні налагоджено виробництво машин для підготовки будівельних матеріалів, підйомних лебідок і транспортерів, скреперів, грейдерів, підйомників, парових молотів, землечерпалок, землесосів, розпушувачів тощо. Тоді ж набули поширення кінні рівняльні трикутники й відвальні дошки (прототипи бульдозерів), грейфери, грейдер-елеватори і -екскаватори. Від 1905 року застосовували киркувальники, брудо- й пилоочисні машини на тракторній тязі, з'явилися перші екскаватори на гусеничному та колісному ходу.
Перед першою світовою війною в Києві почали випускати баштові крани. Підводні земляні роботи до 1913 року здійснювали землечерпалками (в Україні їх налічувалося близько 150 шт.) і землесосами. Значний внесок у теорію робочих процесів землерийних машин зробили українські вчені та інженери, досвід яких узагальнив професор Г. Дубелір у книзі «Грунтовые дороги, их постройка и уход за ними» (К., 1914). Науковими центрами, де працювали вчені та інженери у галузі будівництва та будівельної техніки, в цей час в Україні були: Університет святого Володимира у Києві, Харківський університет, ліцей І. Безбородька в Ніжині.
Після війни й більшовицького перевороту з громадянською війною відновлення виробництва відбувалося досить повільно. У Радянському Союзі ківшевий екскаватор на гусеничному ходу було виготовлено на Воткінському заводі на Уралі в 1932 році. Більшість будівельно-шляхових машинобудівних підприємств в Україні, я і решті СРСР були створені протягом міжвоєнних п'ятирічних економічних планів.
Руйнування, спричинені другою світовою війною, потребували швидкого розвитку будівельно-шляхового машинобудування й це спонукало до будівництва нових підприємств та відбудови, розширення та переоснащення на новій технологічній базі діючих заводів в Києві, Харкові, Одесі, Миколаєві, Нікополі, Прилуках, Слов'янську та в інших містах. Вже у 1947 році було перевершено довоєнний рівень виробництва. У 1945–48 роках почала створюватись українська наукова школа шляхового будівництва, яка об'єднала вчених Київського, Дніпропетровського й Одеського інженерно-будівельних інститутів, Харківського автодорожнього та Дніпропетровського гірничого інститутів. Сформувалися різні науково-експериментальні об'єднання, які зуміли створити низку потужних наукових напрямів.
У 1976 році в СРСР вироблено (тис. шт.) екскаваторів - 40,4, автогрейдерів - 6,8, бульдозерів - 49,1, скреперів тракторних - 14,1. За виробництвом осних видів продукції будвельно-шляхового машинобудвання Радянський Союз посідав одне з перших місць у світі. Була розвинута кооперація з іншими країнами, зокрема, науковими установами і підприємствами Німечини, Чехії, Словаччини, Польщі. Також будівельно-шляхобудівне машинобудування розвинене в США, Великій Британії, Франції, Канаді, Китаї, Індії, Туреччині, Південній Кореї, Японії.
Нині в Україні підприємства будівельно-шляхобудівного машинобудування спеціалізуються на виготовленні екскаваторів (Вінницький експериментально-механічний завод, Приазовське об'єднання «Гідравліка», Донецький екскаваторний завод «Тяжекс», Миколаївський електромеханічний завод «Гідромашина», Ніжинський ремонтно-механічний завод та ін.), скреперів (Новомосковський ремонтно-механічний завод, Бердянське промислове об'єдння «Південмаш», Каховський механічний завод та ін.), бульдозерів (Вінницький експериментально-механічний завод, Харківський ремонтно-механічний завод, Краснолуцький завод металообробки і машинобудування, Маріупольський експериментальний-ремонтний механічний завод, Хмельницький механічний завод), грейдерів, траншеєкопачів, розпушників (Кременчуцький ВО «Дормашина», Дніпропетровський електроремонтний механічний завод), прохідників, котків (Бахчисарайський завод «Доріндустрія», Калуський завод будівельних машин), трамбівок, каменешліфувальних та каменеоброблюввальних машин, кранів (Полтавський електромеханічний, Дніпродзержинський механічний, Нікопольський крано-будівний, Севастопольський ремонтно-механічний, Запорізький механічний, Дрогобицький автокранів, Чернігівський металоконструкцій заводи та ін.), бетонорізів, асфальторізів, канатокопачів, кабелеукладачів, забірників ґрунтів, аварійно-рятувалбних та військово-інженерних машин, техніки для добування будівельних матеріалів і корисних копалин тощо.
За останні роки українськи наукова школа механіки обробки ґрунтів і порід створила десятки машин, інструментів і робочих органів, деякі з яких не мали світових аналогів. У Києві сконцентрована потужна науково-дослідна база, яка охоплює науково-дослідні та проектні інститути: Будівельного виробництва, «Діпробудмашина», «Проектбудмеханізація», ОКБ «Будшляхмаш», Будівельних конструкцій, Технології й механізації монтажних робіт, «Будпроект», Інженерно-випробувальний центр. Науковці НДІ будівельно-дорожньої та інженерної техніки розробили перший у світі механізований землерийний інструмент багатофункціонального призначення, перші вітчизняні роторні екскаватори (спільно з ЗАТ «Новокраматорський машинобудівний завод»). Основні осередки будівельно-шляхової промисловостісті України – східний регіон та центральний регіон із Києвом. Нині тут працюють київське ЗАТ «АТЕК» (екскаватори), ВАТ «Борекс» (трактори, екскаватори), Київський експериментальний-механічний завод (причепи-важковози, крани баштові, штукатурні станції «Салют», вібромайданчики, трубоукладачі, обладнання для покрівельних робіт), Київський ремонтно-механічний завод (планетарні редуктори, запасні частини до автокранів), Київський завод електромонтажних виробів (низьковольтна апаратура для розподілу та обліку електроенергії, прилади засобів автоматизації, інструменти й електромонтажні вироби), Київський дослідно-механічний завод (машини для ремонту й експлуатації доріг, густоміри, пенатроміри тощо). Серед найбільших українських підприємств, які виготовляють та ремонтують машини і механізми для будівельно-шляхових робіт, – Вінницький експериментально-механічний завод, Черкаський завод металоконструкцій, Харківський ремонтно-механічний завод, Харківський завод «Будгідравліка», Харківський завод транспортного машинобудування, Луганський завод «Сантехдеталь», Лисичанський завод «Будмашина», Краснолуцький завод металообробки й машнинобудівного виробництва, Нікопольський завод металоконструкцій, Дніпропетровський завод будівельних машин, Слов'янський механічний завод, одеські ВАТ «Краян», завод будівельно-опоряджуальних машин та ін.
| Продукція          | 1940 | 1970  | 1976  |
| ------------------ | ---- | ----- | ----- |
| Екскаватори        | 17   | 7741  | 9269  |
| Бульдозери         | 100  | 16202 | 23431 |
| Скрепери тракторні | 209  | 5760  | 10037 |